# ميلدريد إدي برادي
ميلدريد إدي برادي (بالإنجليزية: Mildred Edie Brady)‏ هي صحفية أمريكية، ولدت في 3 يونيو 1906، وتوفيت في 27 يوليو 1965.